# 特溫 (加利福尼亞州)
特溫（英語：Twain）是位於美國加利福尼亞州普盧默斯縣的一個人口普查指定地區。

## 地理
特溫的座標為40°01′05″N 121°02′56″W / 40.01806°N 121.04889°W，而該地最高點為海拔高度871米（即2858英尺）。

## 人口
根據2010年美國人口普查的數據，特溫的面積為18.625平方千米，當中陸地面積為18.625平方千米，而水域面積為0.000平方千米。當地共有人口82人，而人口密度為每平方千米4人。